# Sárgástörzsű nyír
A sárgástörzsű nyír (Betula utilis albosinensis) a bükkfavirágúak (Fagales) rendjébe és a nyírfafélék (Betulaceae) családjába tartozó himalájai nyír (Betula utilis) egyik alfaja. Korábban önállófajnak vélték Betula albosinensis név alatt.

## Előfordulása
A sárgástörzsű nyír eredeti előfordulási területe Kína középső, déli és keleti részei, valamint a Belső-Mongólia Autonóm Terület.

## Megjelenése
Ez a lombhullató fa, akár 25 méter magasra is megnőhet. Egyik fő jellemzője a vedlő, szürke színű kérge, mely frissen viszont krémszínű. Barkavirágzata barna és tavasszal jelenik meg.

## Képek

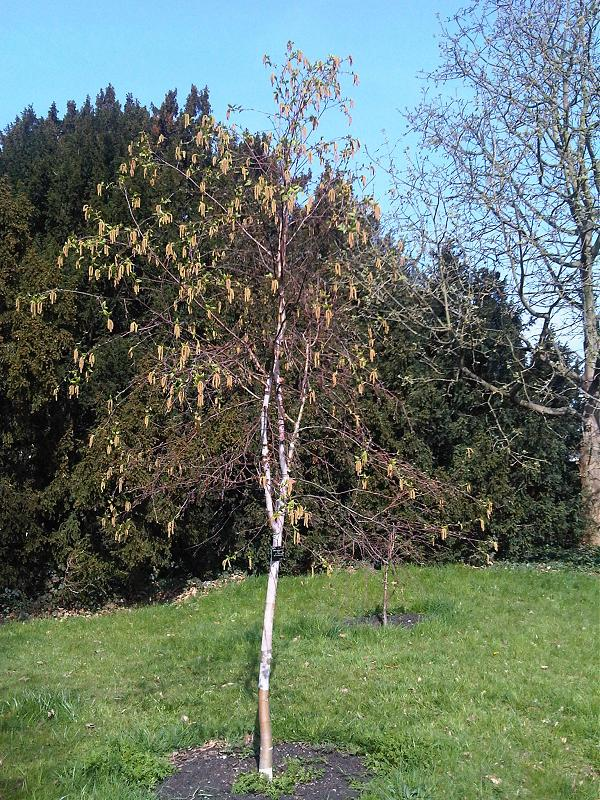
Csemeteként
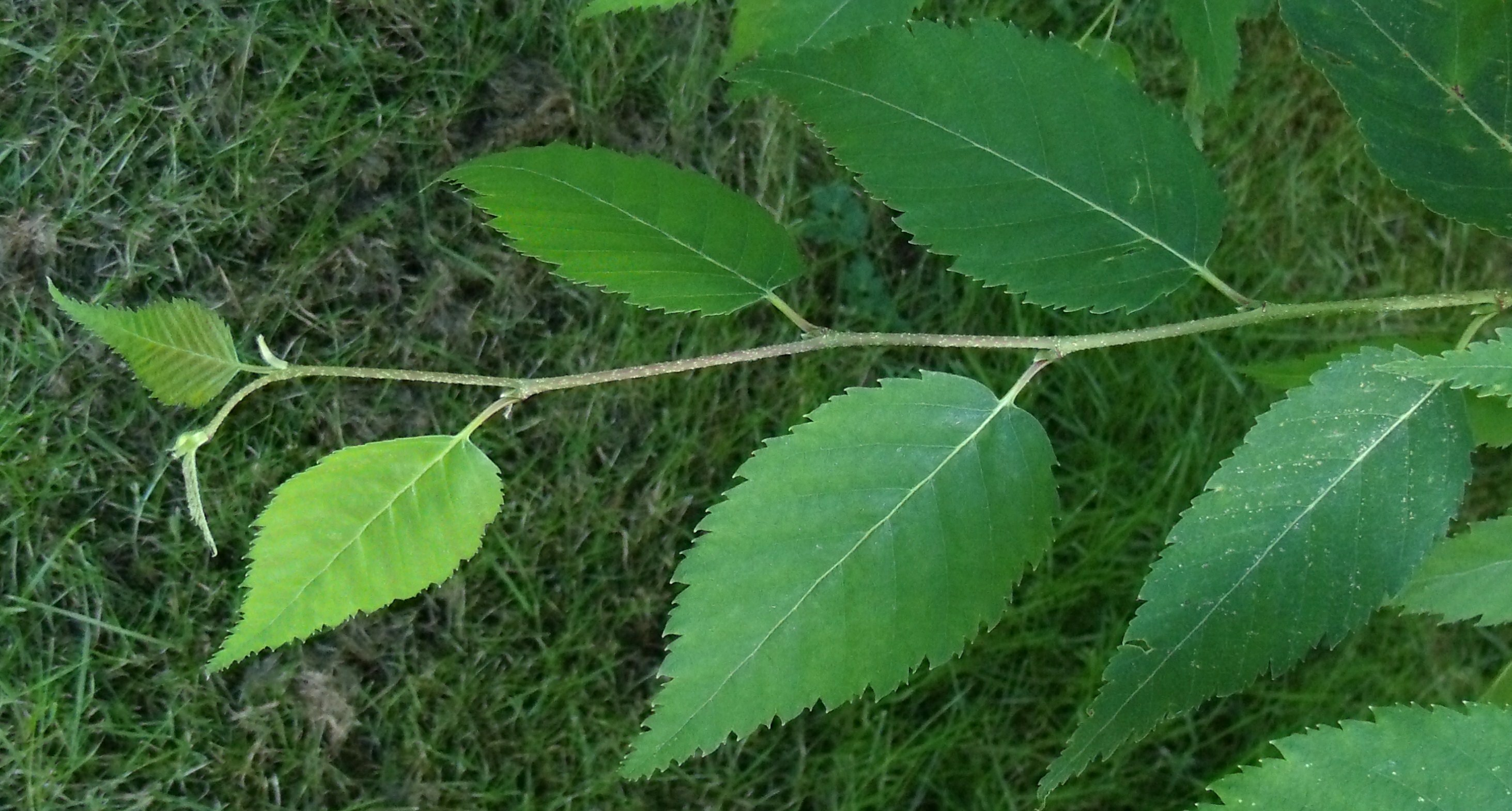
Levelei
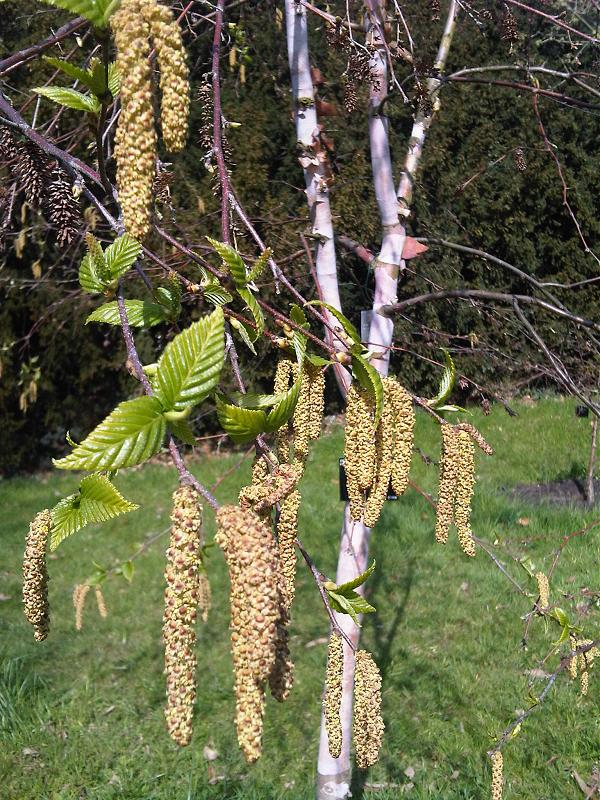
Barkavirágzatai
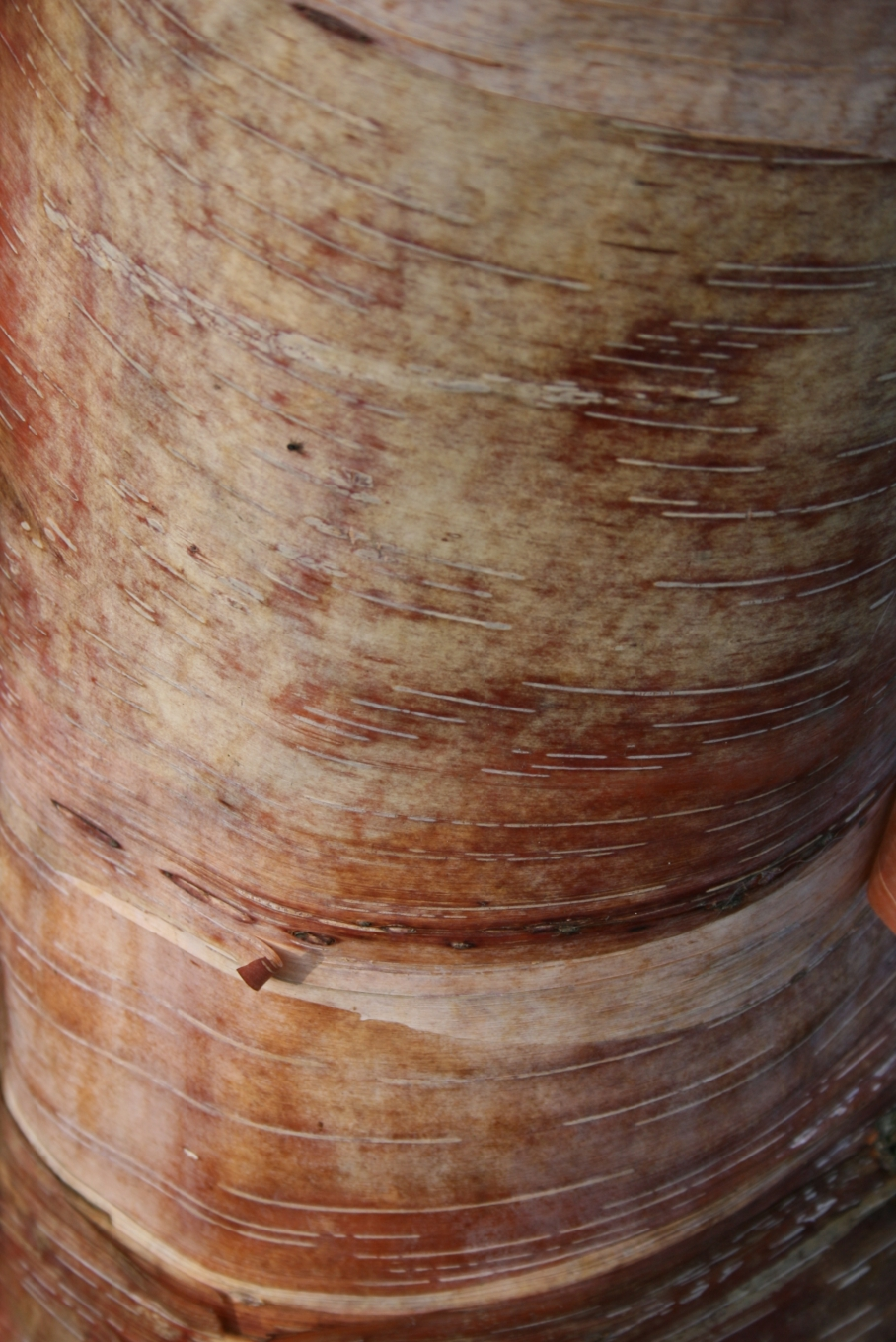
Törzse frissen vedlett kéreggel

### Fordítás
- Ez a szócikk részben vagy egészben  a   Betula albosinensis című angol Wikipédia-szócikk ezen változatának fordításán alapul.  Az eredeti cikk szerkesztőit annak laptörténete sorolja fel. Ez a jelzés csupán a megfogalmazás eredetét és a szerzői jogokat jelzi, nem szolgál a cikkben szereplő információk forrásmegjelöléseként.